# Младен Урдаревић
Младен Урдаревић (Нови Сад, 2. април 1977) српски је сценариста, продуцент, радијски водитељ и музичар. По струци је дипломирани историчар.
Познат је као водитељ радијских емисија Узбудилник и Аларм, и као косценариста ТВ серије Државни посао.

## Биографија
Младен Урдаревић је у Новом Саду завршио основну, средњу школу и факултет. Образовањем на Филозофском факултету у Новом Саду стекао је звање дипломираног историчара.

### Музика
Свирао je у бројним бендовима, као гитариста, басиста, бубњар и вокал:
- Корозија,
- ДМТ (скр. од Дисторзија моторне тестере),

### Филм и телевизија
Од 2012. године је сценариста хумористичке серије Државни посао. Са истом поставом глумаца сарађивао је и на ТВ пројектима Ноћна смена, Срби у свемиру, Велика Србија и Први сервис (и даље се емитује на Јутјубу). Каријеру сценаристе је отпочео 2009. године у сарадњи са Димитријем Бањцем, Дејаном Ћирјаковићем и Николом Шкорићем на ТВ серији Ноћна смена.
Као глумац се појављује у серији "Државни посао" у улози бугарског пилићара Христа Бонева и у серији "Први сервис" као Бранислав.
Ове ТВ серије су емитоване на Радио-телевизији Војводине (РТВ), као и на Јутјубу, где је Државни посао стекао нарочиту популарност (>320 хиљада пратилаца).

### Радио
Озбиљни пројекат у овој области Урдаревић је започео 2011. године у сарадњи са Дашком Милиновићем. У питању је била радио емисија Узбудилник на радију АС ФМ. Ова емисија је стекла популарност чак и ван Новог Сада. За свој рад двојац је добио награду Независног друштва новинара Војводине.
У фебруару 2014. године емисија је прешла на Радио Б92, а потом на О радију (радио станици у оквиру РТВ-а). Емисија је тада променила име у Аларм. То име емисија носи и данас.
Након тога, 2016. године емисија је престала да се емитује на О радију и постала део интернет радија. Тај интернет радио и подкаст на адреси www.daskoimladja.com су основали Дашко Милиновић и он. На овом радију се емитују и друге емисије. Ова станица и подкаст се финансира искључиво из донација слушалаца, махом путем платформе Пејтрион (енг. Patreon).

### Остало
Урдаревић је писао као новинар за мушки магазин CKM. Такође је радио на преводу стрипа Алан Форд, заједно са Димитријем Бањцем.